# Hérange
 Hérange  es una comuna      y población de Francia, en la región de Lorena, departamento de Mosela, en el distrito de Sarrebourg y cantón de Phalsbourg.
Su población en el censo de 1999 era de 117 habitantes.
Está integrada en la Communauté de communes du Pays de Phalsbourg .

## Demografía
| 110 | 112 | 105 | 106 | 118 | 117 |
| Para los censos de 1962 a 1999 la población legal corresponde a la población sin duplicidades (Fuente: INSEE [Consultar]) |     |     |     |     |     |

- Datos: Q22295
- Multimedia: Hérange / Q22295

1. ↑  Worldpostalcodes.org, código postal n.º 57635.
2. ↑  INSEE, Datos de población para el año 2012 de Hérange (en francés).